# Xã Midland, Quận St. Louis, Missouri
Xã Midland (tiếng Anh: Midland Township) là một xã thuộc quận St. Louis, tiểu bang Missouri, Hoa Kỳ. Năm 2010, dân số của xã này là 34.636 người.